# Dorfkirche Treskow

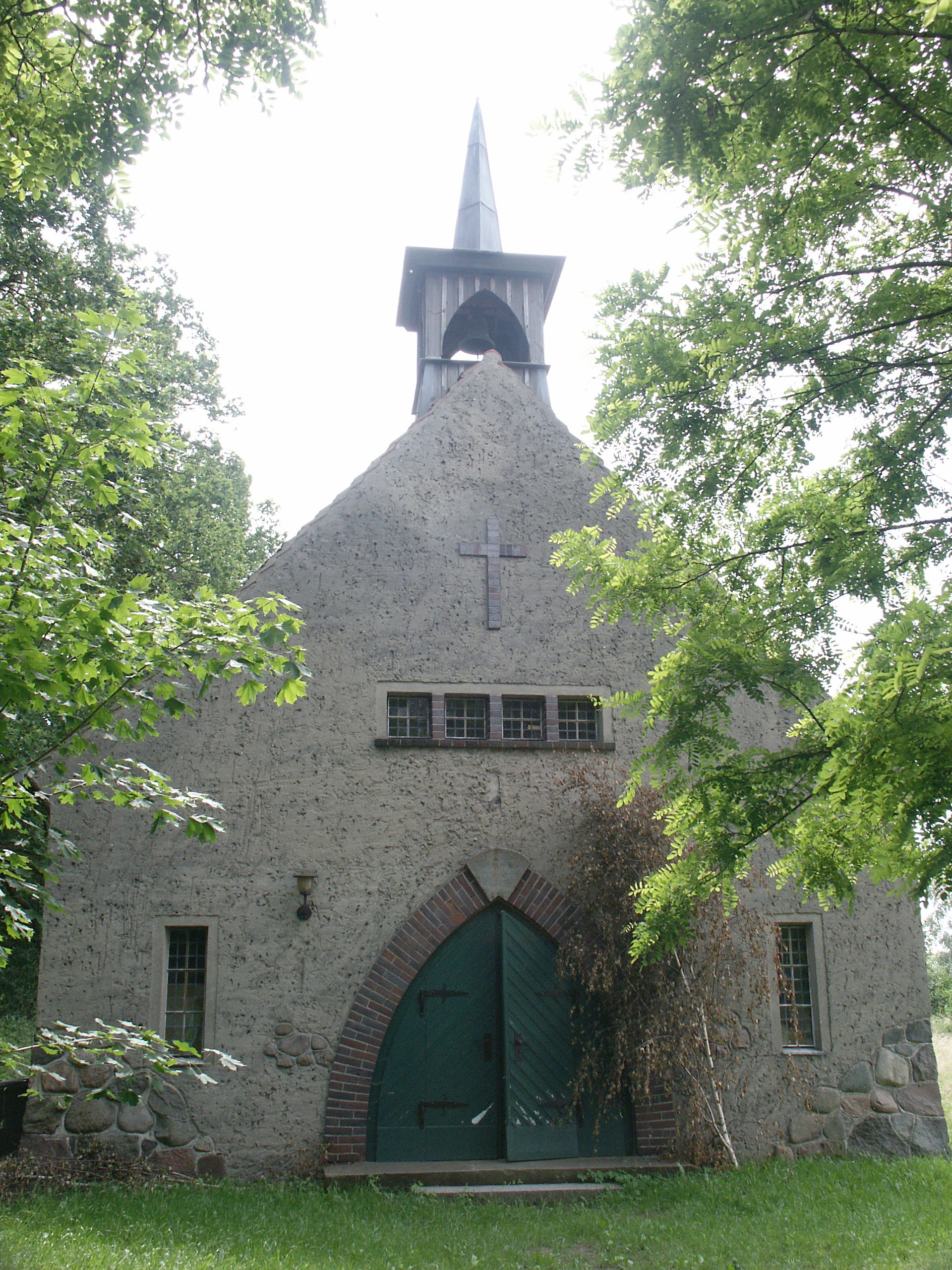
Dorfkirche in Treskow

Die evangelische Dorfkirche Treskow ist eine Saalkirche in Treskow, ein Wohnplatz der Stadt Neuruppin im brandenburgischen Landkreis Ostprignitz-Ruppin. Die Kirche gehört der Gesamtkirchengemeinde Ruppin im Kirchenkreis Wittstock-Ruppin der Evangelischen Kirche Berlin-Brandenburg-schlesische Oberlausitz an. Das Gebäude steht unter Denkmalschutz.

## Beschreibung
Als Treskow ab 1395 Teil von Neuruppin wurde, gehörte der Ort zur Stadtgemeinde und hatte keine eigene Kirche. Erst in den 1930er-Jahren, als der Ort systematisch erschlossen wurde, entstand der Bedarf nach einer eigenen Kirche. Die Kirche wurde südlich der Dorfstraße neben dem alten Friedhof errichtet, und zwar in den Jahren 1934/35 vom Baumeister Erich Musche nach Plänen des Architekten Löser. Östlich der Kirche befinden sich die Überreste des alten Friedhofs mit Flieder- und Eichenbepflanzung sowie einer Einfriedung an der Ostseite durch eine geschnittene Rotdornhecke.
Die Kirche selbst ist ein einschiffiger Putzbau mit Spitzbogenfenstern, einer kleinen rechteckigen Apsis und einem hölzernen Dachreiter. Das breite Spitzbogenportal ist mit Klinkern eingefasst, und einige Feldsteinfelder sind in die Wand eingelassen. Das tonnengewölbte Innere ist schlicht gestaltet und stammt aus der Zeit des Baus. Auffallend ist das farbig gestaltete Chorfenster mit einer Abbildung des Agnus Dei. Ein Ölgemälde mit dem Titel „Christus erscheint einer Landfrau“ stammt von Willy Zirges aus Berlin.